# Janez de Ribera
Sveti Janez de Ribera, španski svetnik, * 20. marec 1533, † 6. januar 1611, Valencija.